# Audrey Latt
Audrey Cheyenne Latt (* 2002 oder 2003) ist eine US-amerikanische Schauspielerin und Synchronsprecherin.

## Leben
Latt wirkte bereits 2003 in dem Film Scarecrow Slayer mit. Für den Film wurden Aufzeichnungen von ihr als Fötus verwendet. In den nächsten Jahren folgten verschiedene Filmbesetzungen als Kinderdarstellerin: 2005 war sie in der Rolle der Cheyenne in Krieg der Welten 3 – Wie alles begann zu sehen, 2009 in Countdown: Jerusalem als Mary und 2011 in Eiszeit – New York 2012 als Crowd. In allen Filmen fungierte David Michael Latt als Filmproduzent. Weitere Mitwirkungen hatte sie in den Trashfilmen Sharknado 2, Sharknado 3, Sharknado 5: Global Swarming und Sharknado 6: The Last One. 2016 wirkte sie in einer Episode der Fernsehserie Z Nation mit. 2019 übernahm sie eine Nebenrolle im Horrorfilm Clown – Willkommen im Kabinett des Schreckens, einem Mockbuster zu Es Kapitel 2. 2020 hatte sie Besetzungen im Fernsehfilm Stalked by My Husband's Ex und eine größere Rolle als Erica in Apocalypse of Ice – Die letzte Zuflucht. 2021 folgte eine Rolle in Planet Dune.
Sie ist außerdem als Synchronsprecherin tätig. 2016 lieh sie im Animationsfilm Izzies Weg nach Hause dem Charakter Jenny ihre Stimme. 2020 sprach sie im Animationsfilm Homeward – Finde deine Bestimmung den Charakter Forelle.

## Filmografie (Auswahl)

### Schauspiel
- 2003: Scarecrow Slayer
- 2005: Krieg der Welten 3 – Wie alles begann (H. G. Wells' War of the Worlds)
- 2009: Countdown: Jerusalem
- 2011: Eiszeit – New York 2012 (2012: Ice Age)
- 2014: Sharknado 2 (Sharknado 2: The Second One, Fernsehfilm)
- 2014: Golden Winter 2 – Die Katzen sind los (Santa Claws)
- 2015: Sharknado 3 (Sharknado 3: Oh Hell No!)
- 2016: Z Nation (Fernsehserie, Episode 3x10)
- 2017: Sharknado 5: Global Swarming
- 2018: Sharknado 6: The Last One (The Last Sharknado: It’s About Time)
- 2019: Clown – Willkommen im Kabinett des Schreckens (Clown)
- 2020: Stalked by My Husband's Ex (Fernsehfilm)
- 2020: Apocalypse of Ice – Die letzte Zuflucht (Apocalypse of Ice)
- 2021: Planet Dune

### Synchronisation
- 2016: Izzies Weg nach Hause (Izzie's Way Home, Animationsfilm)
- 2020: Homeward – Finde deine Bestimmung (Homeward, Animationsfilm)